# Русофили за възраждане на Отечеството
Русофили за възраждане на Отечеството е лява националистическа българска политическа партия. Лидер на партията е Николай Малинов.

## История
На 1 ноември 2008 г. е проведен първи конгрес за създаване на Възраждане на Отечеството. Тогава над 500 армейски генерали и офицери от резерва. Съучредители на политическата формация стават Националното сдружение на клубовете на запасното членство „За честта на пагона“ и сдружението „Зелен алианс“. Партията си поставя за цел да влезе с нови лица в управлението и да възроди България. През 2009 г. документално е завършено създаването на партията. На 11 февруари 2010 г. Възраждане на Отечеството получава съдебна регистрация.
През 2014 г. партията става част от коалицията Патриотичен фронт (ПФ). През 2017 г. се провежда конгрес, на който е обновено ръководството. Начело на Възраждане на Отечеството застава ген. Емил Миланов, член на ИБ на Национално движение „Русофили“ и председател на Международната славянска община „Перун“.
От 2019 г. партията е част от „Коалиция за България“ на партия АБВ. През октомври с. г. се явява на изборите за кметове и общински съветници. Отново участва в коалиция, с листите на която са избрани 64 съветници и 8 кметове на кметства.
На 5 септември 2020 г. се провежда нов конгрес на партията, който избира за председател лидерът на НД „Русофили“ Николай Малинов. В Изпълнителното бюро на партията са избрани още четирима членове на ръководството на движение „Русофили“.
Възраждане на Отечеството се явява сама на парламентарните избори през април 2021 г., като подписва сътрудничество за подкрепа от Национално движение за ляво обединение, Нова сила и Партия на българските комунисти. Партията подписва и меморандум за
сътрудничество с Единна Русия.

## Участия в избори
| година       | избори               | гласове    | %          | резултат |
| ------------ | -------------------- | ---------- | ---------- | -------- |
| 2014*        | Народно събрание     | 239 101    | 7,28       | 19 / 240 |
| 2017         | Народно събрание     | не участва | не участва | –        |
| 2019*        | Европейски парламент | 16 759     | 0,86%      | 0 / 17   |
| април 2021   | Народно събрание     | 13 182     | 0,41%      | 0 / 240  |
| юли 2021*    | Народно събрание     | 10 309     | 0,37%      | 0 / 240  |
| ноември 2021 | Народно събрание     |            |            | 0 / 240  |

- На изборите през 2014 г. участва като част от коалиция „Патриотичен фронт“, от Възраждане на Отечеството не са избрани депутати.
- На изборите за Европейски парламент през 2019 г. участва като част от Коалиция за България.
- На изборите през юли 2021 г. участва като част от коалиция „Ляв съюз за чиста и свята република“.
- На изборите през октомври 2022 партията получава 0,26%, като получава 6533 гласа.[8]